# Nigel Hitchin
Nigel James Hitchin (født 2. august 1946 i Holbrook, Derbyshire) er en engelsk matematiker, der arbejder inden for felterne differentialgeometri, algebraisk geometri og matematisk fysik.

## Akademisk karriere
Hitchin gik på Ecclesbourne School, Duffield, og fik sin bachelorgrad i matematik fra Jesus College, Oxford i 1968. Efter at være flyttet på Wolfson College fik han sin D.Phil. i 1972. I 1997 blev han udnævnt til Savilian Professor of Geometry på University of Oxford; en stilling der blandt andre tidligere har været besat af hans vejleder (og siden hen forskningspartner) Sir Michael Atiyah.
Blandt hans vigtigste opdagelser er Hitchinsystemet, Hitchin-Thorpe-uligheden, Hitchins projektivt flade konnektion over Teichmüllerrum, Hitchins selvdualitetsligninger, Atiyah-Hitchin-monopol-metrikken, ADHM-konstruktionen af instantoner (af Atiyah, Drinfeld, Hitchin og Manin) og hyperkähler-kvotientkonstruktionen (af Hitchin, Karlhede, Lindström og Rocek).
I sin artikel om generaliserede Calabi-Yau-mangfoldigheder, introducerede han begrebet om generaliserede komplekse mangfoldigheder, som giver en enkelt struktur, der omfatter bl.a. Poissonmangfoldigheder, symplektiske mangfoldigheder og komplekse mangfoldigheder. Disse har fundet anvendelser som geometrierne af fluxkompaktifikationer i strengteori og i topologisk strengteori.
Hitchin blev valgt til Honorary Fellow of Oxford's Jesus College i 1998, og han har modtaget Berwickprisen (1990), Sylvestermedaljen (2000) og Pólyaprisen (2002). En konference blev holdt til ære for hans 60-års-fødselsdag i forbindelse med den internationale matematikkongres i Spanien i 2006.
I løbet af sin karriere har Hitchin vejledt over 30 forskerstuderende; herunder Simon Donaldson.